# SMS Kaiserin (1911)
«Кайзерин» (нем. SMS Kaiserin) — третий корабль типа «Кайзер» германских линейных кораблей принимавший участие в первой мировой войне. Назван в честь германской императрицы и королевы Пруссии Августы Виктории.
«Кайзерин», как и четыре других однотипных линкора, участвовала во всех основных операциях Первой мировой войны, включая Ютландское сражение 31 мая — 1 июня 1916. Располагаясь в центре немецкой линии, «Кайзерин» не была повреждена, как другие немецкие суда, такие, как линкоры «Кёниг», «Гроссер Курфюрст» и линейные крейсера, и вышла из сражения абсолютно невредимой.
Линкор «Кайзерин» в октябре 1917 принимал участие в Операции «Альбион», нападении на принадлежащие Российской республике острова в Рижском заливе, позже участвовал во втором сражении при Гельголанде в ноябре 1917.
После поражения Германии и подписания Перемирия в ноябре 1918, «Кайзерин», как и большинство крупных боевых кораблей Флота Открытого моря, была интернирована британским Королевским флотом в Скапа-Флоу. Суда были разоружены и их команды были сокращены. 21 июня 1919 за незадолго до того, как Версальское соглашение было подписано, командующий интернированного флота, контр-адмирал Людвиг фон Ройтер, отдал приказ о затоплении флота. «Кайзерин» был поднят в мае 1936 и разобран на металл.